# Klara Hammarström
Klara Lovisa Hammarström, švedska pevka in televizijska osebnost, * 20. april 2000, Stockholm, Švedska

## Kariera
Hammarström je bila pred svojo pevsko kariero tekmovalna jahačica. Trikrat se je udeležila Melodifestivalena. Na Melodifestivalen 2020 je tekmovala s pesmijo »Nobody«, vendar se ji ni uspelo uvrstiti v polfinale. Na Melodifestivalen 2021 je tekmovala s pesmijo »Beat of Broken Hearts«, z njo se je uvrstila v finale, kjer je končala na šestem mestu od dvanajstih s rezultatom 74 točk. Na Melodifestivalen se je vrnila leta 2022 s pesmijo »Run to the Hills« ter se ponovno uvrstila v finale, kjer je dosegla šesto mesto.

## Diskografija

### Pesmi
| »Break Up Song«                                                                    | 2019 | —   |
| »You Should Know Me Better«                                                        | 2019 | —   |
| »Riding Home for Christmas«                                                        | 2019 | —   |
| »Nobody«                                                                           | 2020 | 100 |
| »The One« (skupaj z Mohombi)                                                       | 2020 | —   |
| »Oh My Oh My«                                                                      | 2020 | —   |
| »DNA«                                                                              | 2020 | —   |
| »Beat of Broken Hearts«                                                            | 2021 | 10  |
| »Guld, svett & tårar« (skupaj z Liamoo)                                            | 2022 | —   |
| »Run to the Hills«                                                                 | 2022 | 1   |
| »Bang My Head«                                                                     | 2022 | 94  |
| »Everytime We Touch«                                                               | 2023 | —   |
| »One of Us«                                                                        | 2024 | —   |
| »Mad«                                                                              | 2024 | —   |
| »Do It for Love«                                                                   | 2024 | —   |
| »Til It Feels Alright«                                                             | 2024 | —   |
| »—« označuje singel, ki se ni uvrstil na lestvico ali ni bil izdan na tem ozemlju. |      |     |